# Zoekmachinemarketing
Zoekmachinemarketing, ook wel bekend onder de Engelse term Search Engine Marketing (SEM), is het specialisme dat webpagina's vindbaar maakt bij zoekdiensten. Dat wil zeggen dat een webpagina op een prominente plaats bij de zoekresultaten van een zoekmachine komt te staan als een zoekmachinegebruiker een voor die webpagina relevante zoekterm intypt. Doordat de webpagina beter gevonden kan worden, verhoogt de effectiviteit van de reclame-uiting op internet.
Search Engine Marketing kan worden verdeeld in twee deelgebieden: Search Engine Optimization (SEO, zoekmachineoptimalisatie) en Search Engine Advertising (SEA).

## Search Engine Optimization
Search Engine Optimization (SEO, zoekmachineoptimalisatie) is het aanpassen van de techniek, de content en de autoriteit (linkstrategie) van een website, met als doel het beter vindbaar maken van de webpagina's bij zoekdiensten. Deze activiteiten zijn gratis en gemakkelijk uit te voeren.

## Search Engine Advertising
Search Engine Advertising is het tegen betaling plaatsen van advertenties boven en naast de natuurlijke zoekresultaten. De advertentie wordt vertoond als een zoekmachinegebruiker een aan de advertentie gekoppeld woord of woordgroep intypt. De adverteerder betaalt alleen voor de zoekmachinegebruikers die op een van zijn advertenties klikken. De advertenties verwijzen naar een webpagina van de adverteerder.
Bij Search Engine Advertising kunnen drie doelstellingen worden onderscheiden. Ten eerste zo veel mogelijk vertoningen (bereik) genereren, ten tweede zo veel mogelijk clicks realiseren en tot slot zo veel mogelijk conversies realiseren. Een conversie kan bijvoorbeeld bestaan uit een informatieaanvraag, een aanmelding of een aankoop. Elke doelstelling heeft zijn eigen strategie.
In Nederland zijn Google Ads en Microsoft Ads populaire aanbieders van advertenties bij zoekmachines.

## Geschiedenis
Toen het aantal websites halverwege de jaren negentig toenam, begonnen zoekmachines te verschijnen om mensen te helpen informatie snel te vinden.
Zoekmachines ontwikkelden bedrijfsmodellen om hun diensten te financieren, zoals pay-per-click-programma’s aangeboden door Open Text in 1996 en vervolgens Goto.com in 1998. Goto.com veranderde later zijn naam in Overture in 2001, werd in 2003 gekocht door Yahoo! en biedt nu betaalde zoekmogelijkheden voor adverteerders via Yahoo! Search Marketing.
Google begon in 2000 ook advertenties op pagina’s met zoekresultaten aan te bieden via het Google AdWords-programma. In 2007 bleken pay-per-click-programma’s de belangrijkste bron van inkomsten voor zoekmachines.
In een door Google gedomineerde markt in 2009 kondigden Yahoo! en Microsoft het voornemen aan om een alliantie te smeden. De Yahoo! & Microsoft Search Alliance kreeg uiteindelijk in februari 2010 goedkeuring van de wetgevers in de VS en Europa.
Adviseurs voor zoekmachineoptimalisatie breidden hun aanbod uit om bedrijven te helpen meer te weten te komen over de advertentiemogelijkheden van zoekmachines en deze te gebruiken, en er ontstond nieuw onderzoek dat zich voornamelijk richtte op marketing en adverteren via zoekmachines.
De term ‘zoekmachinemarketing’ werd in 2001 populair gemaakt door Danny Sullivan om het spectrum van activiteiten te dekken die betrokken zijn bij het uitvoeren van SEO, het beheren van betaalde vermeldingen bij de zoekmachines, het indienen van sites bij directory’s en het ontwikkelen van online marketingstrategieën voor bedrijven, organisaties en individuen.